# Miranda (Mérida)
Miranda is een gemeente in de Venezolaanse staat Mérida. De gemeente telt 25.000 inwoners. De hoofdplaats is Timotes.